# ТГэ
ТГэ (тепловоз с гидропередачей, электростанция) — советский маневровый тепловоз-электростанция, выпускавшийся австрийским заводом Jenbacher Werke (Иенбахер Верке). На базе ТГэ также выпускались маневровые тепловозы МГ3.

## История
Тепловозы-электростанции ТГэ строились заводом в 1958 и 1959 годах по специальному заданию МПС СССР. Они предназначались не столько для маневровой работы, сколько для обслуживания путевых и строительных машин, поэтому имели такую особенность, как так называемый «ползучий» режим — движение со скоростью 1—3 км/ч, при этом снабжая трёхфазным током машины и механизмы. Точно количество поступивших в СССР ТГэ неизвестно, есть данные лишь о ТГэ-027.

## Конструкция
Тепловоз-электростанция был во многом унифицирован с поставлявшимися ранее в Советский Союз мотовозами МГ2. Применённый на нём двенадцатицилиндровый двухтактный дизель IW-600 отличался от IW-400, применённого на МГ2, лишь увеличением цилиндров с 8 до 12, что также повысило его мощность с 400 до 600 л.с. Вращающий момент от дизеля передавался через гидропередачу L24UKG фирмы Voith (Фойт), которая отличалась от гидропередачи L24V добавлением третьего гидротрансформатора, рассчитанного на передачу мощности 150 л.с. и включаемого при работе на «ползучем» режиме. Далее вращающий момент передавался реверс-редуктору SWV24, состоящему из трёх валов и семи зубчатых колёс. Передаточное отношение реверс-редуктора на маневровом режиме составляло 5,51, а на поездном — 3,078. От реверс-редуктора вращающий момент на колёсные пары передавался посредством карданных валов и осевых редукторов C22 (передаточное отношение — 5,25) фирмы Maybach.
Для снабжения электроэнергией путевых машин и механизмов был установлен синхронный трёхфазный генератор FL 326/23-4 мощностью 300 кВт. Генератор цепей управления, дизель-компрессор (IW-20K), обогреватель и котёл отопления на ТГэ были такими же, как на мотовозах МГ1 и МГ2.
Тяговые параметры тепловоза-электростанции ТГэ, в зависимости от режимов, были следующие:
- «Ползучий»: при скорости 1 км/ч сила тяги 11 750 кгс, при 3 км/ч — 7000 кгс, максимальная скорость — 10 км/ч;
- Маневровый: при скорости 10 км/ч сила тяги 10000 кгс, при 30 км/ч (максимальная на режиме) — 3100 кгс;
- Поездной: при скорости 20 км/ч сила тяги 4800 кгс, при 60 км/ч (максимальная на режиме) — 1480 кгс

Конструкционная скорость тепловоза (при транспортировке) — 80 км/ч.

## МГ3
Маневровые тепловозы МГ3 также производства Jenbacher Werke поступили в Советский Союз в 1958 году. От тепловозов-электростанций ТГэ они отличались отсутствием генераторов переменного тока и кузовом. 